# Stjärnfamilj
Stjärnfamilj är ett begrepp för alla typer av familjekonstellationer, oavsett om det är en konstellation av regnbågs-, enförälders-, tvåförälders-, bonusförälders-, adoptiv- eller donationsfamilj. Familjen behöver således inte utgå från biologiska förutsättningar. Innebörden av begreppet utgår även från att varje människa är unik. Även den barnlösa familjen kan räknas in i detta begrepp.

## Historia
Begreppet myntades av Ingrid Engarås år 2008 som en reaktion mot socialminister och kristdemokraten Göran Hägglunds kärnfamiljsvärnande hållning i politiska debatter.
Under år 2009 upptogs ordet i Språkrådets nyordslista som ett av 30 nybildade ord. Samma år vann Ingrid Engarås Årets stöttare som utdelas årligen av organisationen Sveriges makalösa föräldrar, med ändamålet att "uppmärksamma goda krafter som arbetar för att sprida en positiv bild av ensamföräldrar och skapa förutsättningar för likvärdigt föräldraskap, oavsett familjekonstellation".